# Fabriczy András
Fabriczy András (Fabricius András) (Pazdics, 1751. augusztus 20. – Poprád, 1830. január 23.) evangélikus lelkész.

## Élete
Fabriczy Dávid evangélikus lelkész és Jeney Anna Mária fia volt. Tanult Pazdicson, Eperjesen és Sopronban. Mikor befejezte a bölcseleti, teológiai és jogi tanfolyamot, az 1774–1775. éveket a jénai egyetemen töltötte. Mint az Ujházy-család nevelője Hollólomnicon, Budaméren és Budán nyolc évig élt. 1784-ben Nagylomnicra (Szepes megye) hívták meg lelkésznek, ahol az ő segítségével épült a templom. 1789-ben Poprádra ment lelkésznek, ahol új iskolát létesített és az új templom alapkövét letették. 1805-ben Nicolai Sámuel püspök mellett az összes szepességi evangélikus egyházi községeket látogatta és ezen egyházlátogatásoknak történeti adatokban gazdag jegyzőkönyveit szerkesztette. A tiszai evangélikus kerület egyházrendszerének összeállításában Berzeviczy Gergely kerületi felügyelővel olyan példaértékű munkát végeztek, hogy az ilyen egyházrendszert Fabriczy-Berzevicziana coordinationak nevezték el. A 13 szepesi városok esperességének élén 1810–1813-ig mint alesperes, 1813–1825-ig mint főesperes állt és annak történetét megírta. 1808-ban püspöknek volt kijelölve. Templomfelszenteléseknél és egyéb ünnepélyes alkalmakkor a megyében mint kedvelt szónok ő tartotta a szent beszédeket. Neje Abhortis Augustini Klára volt, Augustini (ab Hortis) Sámuel szepesszombati lelkész és híres geológus leánya, akivel 41 évig élt. Temetésén Klein Sámuel felkai tudós lelkész tartott felette német halotti beszédet. („Parentation…” Lőcse, 1830.)

## Művei
- Das Verlangen der Frommen nach dem Hause des Herrn. Eine Predigt… welche bey dem ersten Gottesdienste in dem neu errichteten Bethause zu Gross-Lomnitz im Jahre 1785 den 2. Weinmonat… ist gehalten worden. Leutschau.
- Lieder, welche bey dem ersten Gottesdienste in dem… neu errichteten Bethause zu Gross-Lomnitz abgesungen werden im Jahre 1785. den 2. Weinmonath. Leutschau.
- Catechismus Dr. Martini Lutheri. Leutschau, 1795.
- Gradus consangvinitatis et affinitatis aug. et helv. confessioni addictis in Hungaria prohibiti, quos ex edicto matrimoniali enodavit. Cassoviae, 1814.
- Coordinatio rei religionalis ecclesiasticae aug. conf. evangelicae Tibiscanae secundum leges religionales, canones synodales, usum et habito respectu recentiorum benignarum resolutionum regiarum. Leutschoviae, 1815.
- Predigt den 2. Juny 1817. bey der Einweihung unserer neuen Kirche… gehalten. Leutschoviae, 1817. (Drei Predigten von Sam. Klein, nebst einer vierten von…)

Kéziratban maradt: Supplementa ad historiam executionis Eperiessiensis anno 1687. sub comissione Caraffiana peractae és Annotationes ad theatrum Eperiessiense anni 1687.
Egy cikke: Beschreibung eines halbversteinerten Ochsenkopfes, megjelent a Bredetzky, Beiträge zur Topographie des Königreichs Ungarn (IV. Wien, 1805.) c. gyűjteményes munkában.